# لاتسارو مورلی
لاتسارو مورلی (به ایتالیایی: Lazzaro Morelli؛ زادهٔ ۳۰ اکتبر ۱۶۰۸ – درگذشتهٔ ۸ سپتامبر ۱۶۹۰) مجسمه‌ساز باروک اهل ایتالیا بود.

## زندگی
وی از شاگردان جان لورنتسو برنینی بود و بعدها در ساخت تندیس الکساندر هفتم و مجسمهٔ سنگ قبر پاپ کلمنت دهم در کلیسای سن پیترو مشارکت داشت.
یکی از مجسمه‌های پل سانت‌آنجلو از کارهای اوست.